# Manuel Jiménez Alfaro
Manuel Jiménez-Alfaro Alaminos (n. Sanlúcar de Barrameda, Provincia de Cádiz; 8 de febrero de 1898 – f. Madrid; 11 de enero de 1992) fue un militar e ingeniero español. 

## Biografía
Nació en Sanlúcar de Barrameda (Cádiz) el 8 de febrero de 1898, si bien se trasladó muy pronto a Lucena con su madre viuda y sus hermanos. Fue el tercero de cuatro hermanos que emprendieron, los cuatro, la carrera militar; el mayor en Caballería, llegando al grado de Coronel, y los tres restantes en artillería, llegando al grado de General.
D. Manuel ingresó en la Academia de Artillería de Segovia en 1911 y, al graduarse de teniente en 1917, fue destinado al Regimiento de Segovia. Al finalizar la Guerra Civil fue uno de los fundadores del Cuerpo de Ingenieros de Armamento y Construcción (C.I.A.C.) pasando a ser designado como profesor principal de Automovilismo en la Escuela Politécnica del Ejército.
A finales de 1951, un grupo de empresarios vinculados a Valladolid, sin relación anterior con la industria automovilística, recibieron la oferta del coronel Manuel Jiménez-Alfaro de crear una sociedad mercantil para la construcción de automóviles Renault. Con esto, nacía la primera fábrica privada de automóviles en serie que hubo en España.
Jiménez-Alfaro Alaminos era ingeniero de armamento y había sido director general de Industria y Material en el Ministerio de la Guerra. También había sido consejero del Instituto Nacional de Industria (INI). Prácticamente a título particular, Jiménez-Alfaro había logrado de Renault una licencia para ensamblar automóviles en España, que finalizaba a principios de 1952.
Como el INI no había mostrado interés en el tema, buscó en la iniciativa privada el capital para constituir la Sociedad con la que materializar su proyecto. La respuesta positiva la encontró en Valladolid que, como el resto de la meseta castellana, tenía poco bagaje industrial en aquel momento. Durante la tramitación de permisos hubo constantes trabas hasta que se lograron todas las licencias.
En 1951, Manuel Jiménez-Alfaro consigue para España la fabricación en Valladolid del vehículo Renault 4/4 o Renault 4CV, cuyo contrato fue cedido por la marca francesa a su nombre y a título personal, pues no obtuvo apoyo oficial. Dada dicha circunstancia y por su ocupación en el proyecto como fundador y primer Consejero Gerente de FASA, se ve obligado a pedir la excedencia del Ejército para dedicarse en exclusiva a la creación de la sociedad y a la fabricación del vehículo, llegando en 1953 a ser presentadas las 12 primeras unidades por las calles de Valladolid.
La sociedad FASA se constituyó en un periodo récord pero la resolución ministerial fue denegatoria, aduciéndose que la difícil viabilidad de la idea conduciría a la quiebra de la empresa. 
La decisión de los accionistas de FASA fue contraatacar a través de José Antonio Girón, ministro de Trabajo y muy relacionado con Valladolid. 
Y FASA no resultó una ruina sino todo lo contrario. Creció y asumió mayores responsabilidades de producción. Con FASA se abrió el camino para el asentamiento de la industria en unas tierras españolas que no habían tenido hasta ese momento precedente industrial. Un ejemplo fue el Renault 4CV. 
El Renault 4CV, que ya había sido un éxito en Francia en la década de 1940, nada más terminar la II Guerra Mundial, fue también uno de los coches más representativos del lanzamiento de la industria del automóvil en España.
Se trataba, además, de un coche lleno de leyenda, ya que había sido diseñado en la clandestinidad por Fernand Picard mientras los alemanes ocupaban la fábrica.
Fue pensado como coche popular, para alcanzar los 85 km/h, de bajo peso y poco consumo para la época.
El 4 CV supuso un desarrollo respecto del estilo Renault de la preguerra, basado en coches de gran personalidad y fuerza, como el Juvaquatre, uno de cuyos modelos se reproduce a continuación.
En julio de 1956, al ser ascendido a Coronel, vuelve al Ejército y es destinado como director a la Fábrica de Toledo, siendo reconocida su labor con la concesión de la Medalla de la Ciudad de Valladolid y con la Medalla del Mérito al Trabajo.
Ascendido a general de División, es nombrado director general de Armamento y Material, pasando a depender de él las Fábricas Militares, administradas por la Empresa Nacional Santa Bárbara. Dada su formación industrial, destaca su dedicación a las Fábricas de armamento pesado de Trubia y de Sevilla. En la primera, dedicó un pequeño tren al traslado de material pesado dentro de la misma fábrica y para la provisión de materia prima desde Oviedo y Lugones. Este tren lleva su nombre y está expuesto hoy día en el Museo del Ferrocarril de Gijón.
Manuel Jiménez-Alfaro tuvo seis hijos con María Luisa Gomá y murió en Madrid a los 94 años el 11 de enero de 1992.
En 2004, el alcalde de Valladolid dedica una calle con su nombre, y el 17 de noviembre de 2004, la Junta de Castilla y León declara "Bien de Interés Cultural" al Renault 4CV fabricado en Valladolid, que es el único automóvil que cuenta con este tratamiento en España.